# بجد
بُجد نام روستایی است در دهستان باقران از توابع بخش مرکزی شهرستان بیرجند، واقع در استان خراسان جنوبی که بر اساس سرشماری سال ۱۳۸۵ مرکز آمار ایران، جمعیت آن بالغ بر ۷۶۲ نفر بوده‌است.
بجد در ۸ کیلومتری جنوب شرقی شهر بیرجند، در حاشیه جاده اصلی بیرجند - زاهدان قرار گرفته‌است. بیشتر اهالی این روستا با کشاورزی و دامداری روزگار می‌گذرانند.
بجد خاستگاه مشاهیر و بزرگان زیادی از جمله نظام الدین عبدالعلی بیرجندی بوده که چهره شاخصی در علم ریاضیات و نجوم به‌شمار می‌رود. از سایر بزرگان نیز میتوان به مولانا باقی (منجم و ستاره شناس)، ملا احمد قهستانی (فقیه و دانشمند)، ملا احمدعلی حنفی بجد (فقیه و دانشمند) و یاسین قاسمی بجد (نویسنده و شاعر) نام برد.